# Liste der Gerechten unter den Völkern aus dem Vereinigten Königreich

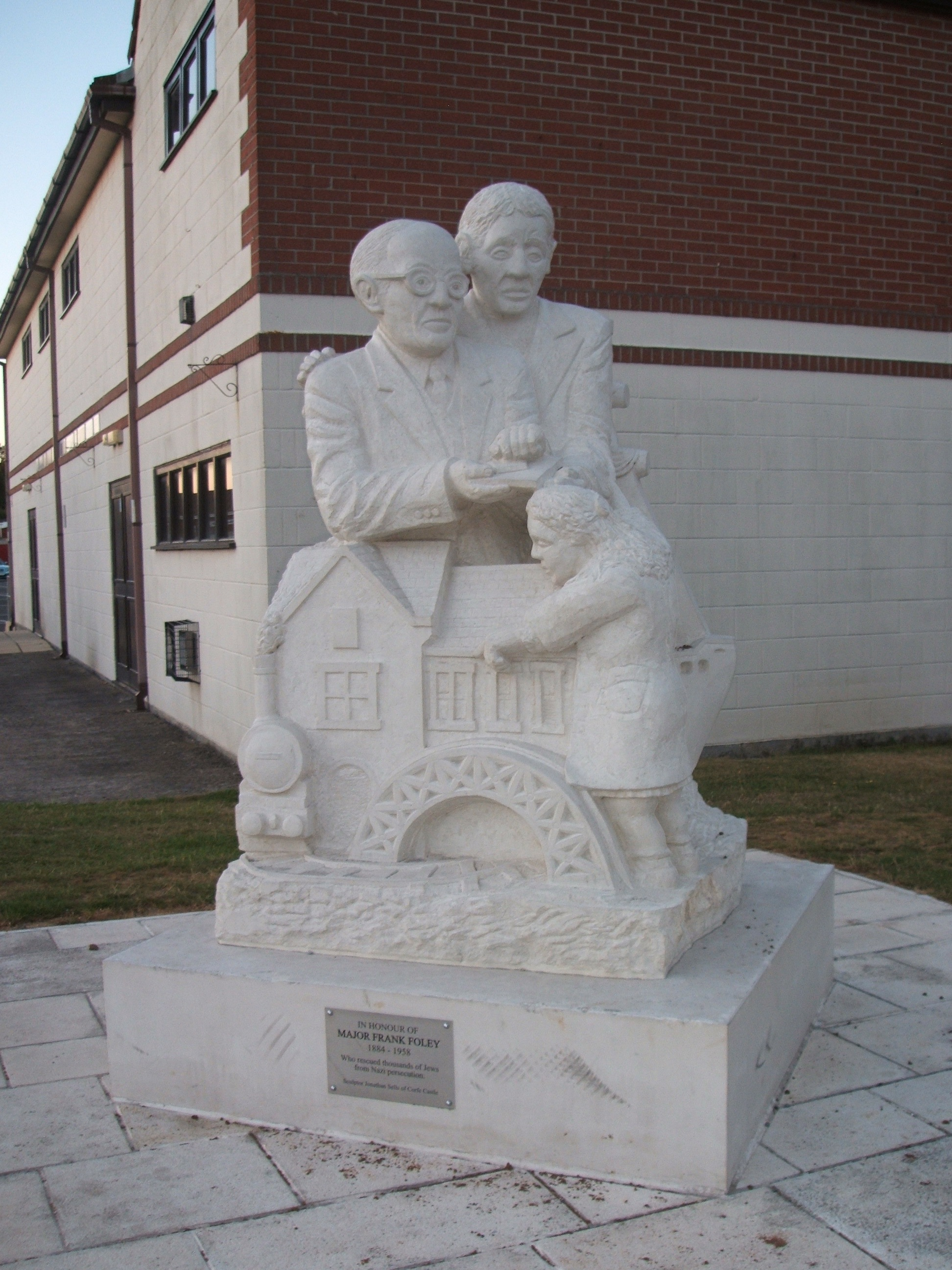
Statue zum Gedenken an Frank Foley in Highbridge (England)

Die Liste der Gerechten unter den Völkern aus dem Vereinigten Königreich enthält Briten, die für die Rettung von Juden während der Zeit des Nationalsozialismus von der israelischen Gedenkstätte Yad Vashem als Gerechte unter den Völkern geehrt wurden.

## Hintergrund
Seit 1953 werden durch den Staat Israel Menschen als Gerechte unter den Völkern ausgezeichnet, die zwischen 1933 und 1945 große persönliche Risiken in Kauf nahmen und dabei ihr Leben in Gefahr brachten, um von der Deportation in Arbeits- oder Vernichtungslager bedrohte Juden zu schützen. In Yad Vashem wird im Garten der Gerechten unter den Völkern für jede Person eine Plakette angebracht, für die frühen Geehrten wurde zudem in der Allee der Gerechten unter den Völkern jeweils ein Baum gepflanzt, dies ist inzwischen jedoch aufgrund Platzmangels selten geworden.
Zum 1. Januar 2022 beträgt die Zahl der Gerechten insgesamt 28.217, darunter befinden sich 22 (bzw. 23) Briten.
Aufgrund der großen Anzahl an Personen ist die Liste nach Nationalitäten aufgeteilt. Für andere Nationen siehe Liste der Gerechten unter den Völkern.

## Liste
Die Liste ist alphabetisch nach Nachnamen geordnet. Hinter dem Namen ist jeweils das Geburtsdatum, das Sterbedatum, der Ort der Rettung, der Grund der Ehrung und das Jahr der Ehrung angegeben.
| Name                 | Geboren       | Gestorben     | Ort der Rettung | Grund der Ehrung | Jahr |
| -------------------- | ------------- | ------------- | --------------- | --- | ---- |
| Alice von Battenberg | 25. Feb. 1885 | 5. Dez. 1969  | Athen           | Victoria Alice Elizabeth Julia Marie von Battenberg, die Prinzessin von Griechenland und Ehefrau von Andreas von Griechenland, wies eine Gestapo-Untersuchung ihres Anwesens ab, in dem sie zwei verfolgte Juden versteckte. | 1993 |
| Albert Bedane        | 1893          | 1980          | Saint Helier    | Albert Bedane, ein britischer Staatsbürger französischer Herkunft, lebte mit seiner Frau und einem Kind als Physiotherapeut von Mitte 1940 bis Mai 1945 auf der Isle of Jersey, einer der von den Deutschen besetzten britischen Kanalinseln. Bedane versteckte von Juni 1943 bis Kriegsende die niederländische Jüdin Mary Erica Richardson in seinem Haus und versorgte sie mit Lebensmitteln. Außerdem versteckte er vorübergehend eine Reihe russischer Zwangsarbeiter, einen Einwohner der Insel, der auf der Flucht vor den Deutschen war, sowie einen entlaufenen französischen Kriegsgefangenen. | 1999 |
| Jack Buckley         | 1917          | 1. Juni 1986  | Danzig          | Jack Buckley gehörte zu einer Gruppe britischer Kriegsgefangener, die 1940 in Frankreich gefangen genommen wurden, in einem Kriegsgefangenenlager nahe Danzig interniert wurden und als Zwangsarbeiter auf Bauernhöfen arbeiten mussten. Gemeinsam mit neun weiteren britischen Kriegsgefangenen rettete er das Leben des sechzehnjährigen jüdischen Mädchens Sarah Matuson, das einen Todesmarsch vom KZ Stutthof Richtung Ostseeküste überlebt hatte und fliehen konnte. Die englischen Kriegsgefangenen versteckten das völlig erschöpfte und ausgehungerte Mädchen in ihrem Lager, brachten ihr Essen und pflegten sie wieder gesund. | 2011 |
| Ida Cook             | 1902          |               | London          | Die Schwestern schmuggelten Wertsachen nach England, mit deren Hilfe deutsche Juden Sicherheiten nachweisen konnten, die für die Erfüllung der britischen Einwanderungsbedingungen nötig waren. 29 Menschen gelang so die Flucht. | 1964 |
| Mary Louise Cook     | 1904          |               | London          | Die Schwestern schmuggelten Wertsachen nach England, mit deren Hilfe deutsche Juden Sicherheiten nachweisen konnten, die für die Erfüllung der britischen Einwanderungsbedingungen nötig waren. 29 Menschen gelang so die Flucht. | 1964 |
| Charles Coward       | 1905          | 1976          | KZ Monowitz     | Charles Coward, ein während des Zweiten Weltkriegs gefangener britischer Soldat, der im Lager Monowitz in der Nähe von Auschwitz interniert war, gelang es, mehrere jüdische Insassen des KZ Auschwitz aus dem Lager zu schmuggeln und ihnen zur Flucht zu verhelfen. | 1965 |
| Alan Edwards         |               |               | Danzig          | Alan Edwards gehörte zu einer Gruppe britischer Kriegsgefangener, die 1940 in Frankreich gefangen genommen wurden, in einem Kriegsgefangenenlager nahe Danzig interniert wurden und als Zwangsarbeiter auf Bauernhöfen arbeiten mussten. Gemeinsam mit neun weiteren britischen Kriegsgefangenen rettete er das Leben des sechzehnjährigen jüdischen Mädchens Sarah Matuson, das einen Todesmarsch vom KZ Stutthof Richtung Ostseeküste überlebt hatte und fliehen konnte. Die englischen Kriegsgefangenen versteckten das völlig erschöpfte und ausgehungerte Mädchen in ihrem Lager, brachten ihr Essen und pflegten sie wieder gesund. | 1988 |
| Willy Fisher         |               | 1. Dez. 1976  | Danzig          | Willy Fisher gehörte zu einer Gruppe britischer Kriegsgefangener, die 1940 in Frankreich gefangen genommen wurden, in einem Kriegsgefangenenlager nahe Danzig interniert wurden und als Zwangsarbeiter auf Bauernhöfen arbeiten mussten. Gemeinsam mit neun weiteren britischen Kriegsgefangenen rettete er das Leben des sechzehnjährigen jüdischen Mädchens Sarah Matuson, das einen Todesmarsch vom KZ Stutthof Richtung Ostseeküste überlebt hatte und fliehen konnte. Die englischen Kriegsgefangenen versteckten das völlig erschöpfte und ausgehungerte Mädchen in ihrem Lager, brachten ihr Essen und pflegten sie wieder gesund. | 2011 |
| Frank Foley          | 24. Nov. 1884 | 8. Mai 1958   | Berlin          | Frank Foley arbeitete in der Passabteilung der britischen Botschaft in Berlin. Er legte Visavorschriften großzügig zugunsten von Flüchtlingen aus und verteilte auch gefälschte Papiere, so dass mehr als 10.000 Juden dem Holocaust entkommen konnten. | 1999 |
| Jane Haining         | 1897          | 17. Juli 1944 | Budapest        | Die aus Schottland stammende Jane Haining war seit 1932 Oberin des Mädchenheims der schottischen Mission in Budapest. Sie war für 400 Kinder von sechs bis 16 Jahren verantwortlich und widmete sich der Betreuung und dem Unterricht der überwiegend jüdischen Mädchen. Als die schottische Missionare 1940 aufgrund der Kriegssituation aus Ungarn abgezogen wurden blieb sie im Land und unterstützte und versteckte jüdische Kinder. Nach der Besetzung Ungarns durch die Deutschen wurde sie inhaftiert, nach Auschwitz deportiert und starb dort an Hunger. | 1997 |
| Bert Hambling        |               |               | Danzig          | Bert Hambling gehörte zu einer Gruppe britischer Kriegsgefangener, die 1940 in Frankreich gefangen genommen wurden, in einem Kriegsgefangenenlager nahe Danzig interniert wurden und als Zwangsarbeiter auf Bauernhöfen arbeiten mussten. Gemeinsam mit neun weiteren britischen Kriegsgefangenen rettete er das Leben des sechzehnjährigen jüdischen Mädchens Sarah Matuson, das einen Todesmarsch vom KZ Stutthof Richtung Ostseeküste überlebt hatte und fliehen konnte. Die englischen Kriegsgefangenen versteckten das völlig erschöpfte und ausgehungerte Mädchen in ihrem Lager, brachten ihr Essen und pflegten sie wieder gesund. | 2011 |
| George Hammond       | 1919          | 17. Aug. 2003 | Danzig          | George Hammond gehörte zu einer Gruppe britischer Kriegsgefangener, die 1940 in Frankreich gefangen genommen wurden, in einem Kriegsgefangenenlager nahe Danzig interniert wurden und als Zwangsarbeiter auf Bauernhöfen arbeiten mussten. Gemeinsam mit neun weiteren britischen Kriegsgefangenen rettete er das Leben des sechzehnjährigen jüdischen Mädchens Sarah Matuson, das einen Todesmarsch vom KZ Stutthof Richtung Ostseeküste überlebt hatte und fliehen konnte. Die englischen Kriegsgefangenen versteckten das völlig erschöpfte und ausgehungerte Mädchen in ihrem Lager, brachten ihr Essen und pflegten sie wieder gesund. | 1988 |
| Bill Keeble          |               |               | Danzig          | Bill Keeble gehörte zu einer Gruppe britischer Kriegsgefangener, die 1940 in Frankreich gefangen genommen wurden, in einem Kriegsgefangenenlager nahe Danzig interniert wurden und als Zwangsarbeiter auf Bauernhöfen arbeiten mussten. Gemeinsam mit neun weiteren britischen Kriegsgefangenen rettete er das Leben des sechzehnjährigen jüdischen Mädchens Sarah Matuson, das einen Todesmarsch vom KZ Stutthof Richtung Ostseeküste überlebt hatte und fliehen konnte. Die englischen Kriegsgefangenen versteckten das völlig erschöpfte und ausgehungerte Mädchen in ihrem Lager, brachten ihr Essen und pflegten sie wieder gesund. | 2011 |
| Roger Letchford      |               |               | Danzig          | Roger Letchford gehörte zu einer Gruppe britischer Kriegsgefangener, die 1940 in Frankreich gefangen genommen wurden, in einem Kriegsgefangenenlager nahe Danzig interniert wurden und als Zwangsarbeiter auf Bauernhöfen arbeiten mussten. Gemeinsam mit neun weiteren britischen Kriegsgefangenen rettete er das Leben des sechzehnjährigen jüdischen Mädchens Sarah Matuson, das einen Todesmarsch vom KZ Stutthof Richtung Ostseeküste überlebt hatte und fliehen konnte. Die englischen Kriegsgefangenen versteckten das völlig erschöpfte und ausgehungerte Mädchen in ihrem Lager, brachten ihr Essen und pflegten sie wieder gesund. | 1989 |
| Thomas Noble         |               |               | Danzig          | Thomas Noble gehörte zu einer Gruppe britischer Kriegsgefangener, die 1940 in Frankreich gefangen genommen wurden, in einem Kriegsgefangenenlager nahe Danzig interniert wurden und als Zwangsarbeiter auf Bauernhöfen arbeiten mussten. Gemeinsam mit neun weiteren britischen Kriegsgefangenen rettete er das Leben des sechzehnjährigen jüdischen Mädchens Sarah Matuson, das einen Todesmarsch vom KZ Stutthof Richtung Ostseeküste überlebt hatte und fliehen konnte. Die englischen Kriegsgefangenen versteckten das völlig erschöpfte und ausgehungerte Mädchen in ihrem Lager, brachten ihr Essen und pflegten sie wieder gesund. | 1988 |
| June Ravenhall       | 1901          | 1985          | Hilversum       | June Ravenhall versteckte und versorgte ab Sommer 1942 bis Kriegsende in Hilversum den an Tuberkulose erkrankten Levi Velleman in ihrer Wohnung, die sie mit drei kleinen Kindern bewohnte. In den Kriegsjahren 1944/45 half außerdem das Ehepaar Wieger and Sijbrig Beks das Überleben des bekannten Journalisten und Radioreporters Velleman zu sichern. | 2007 |
| Bill Scruton         | 1907          | 10. Okt. 1987 | Danzig          | Bill Scruton gehörte zu einer Gruppe britischer Kriegsgefangener, die 1940 in Frankreich gefangen genommen wurden, in einem Kriegsgefangenenlager nahe Danzig interniert wurden und als Zwangsarbeiter auf Bauernhöfen arbeiten mussten. Gemeinsam mit neun weiteren britischen Kriegsgefangenen rettete er das Leben des sechzehnjährigen jüdischen Mädchens Sarah Matuson, das einen Todesmarsch vom KZ Stutthof Richtung Ostseeküste überlebt hatte und fliehen konnte. Die englischen Kriegsgefangenen versteckten das völlig erschöpfte und ausgehungerte Mädchen in ihrem Lager, brachten ihr Essen und pflegten sie wieder gesund. | 2011 |
| Sofka Skipwith       | 1907          | 26. Feb. 1994 | Vittel          | Die in St. Petersburg als Tochter von Prinz Peter Alexandrovitch Dolgorouky geborene Sofka Skipwith hatte 1937 den Briten Gray Skipwith geheiratet und befand sich zum Zeitpunkt der Besetzung Frankreichs durch Deutschland im Jahr 1940 in Paris. Sie wurde als Staatsbürgerin eines feindlichen Landes definiert und mit anderen britischen Staatsbürgern zunächst in Besançon, dann in einem Lager in Vittel interniert. Hier gelang es Skipwith und zwei weiteren britischen Frauen, Madeleine Steinberg und Elsie Maude Tilney, jüdische Insassen des Lagers zu retten, die in die Vernichtungslager abgeschoben werden sollten. | 1998 |
| Madeleine Steinberg  | 8. Feb. 1921  | 8. Aug. 2008  | Vittel          | Nach der Besetzung Frankreichs durch Deutschland im Jahr 1940 wurde Madeleine Steinberg als Staatsbürgerin eines feindlichen Landes definiert und mit anderen britischen Staatsbürgern in einem Lager in Vittel interniert. Hier gelang es Steinberg und zwei weiteren britischen Frauen, Sofka Skipwith und Elsie Maude Tilney, jüdische Insassen des Lagers zu retten, die in die Vernichtungslager abgeschoben werden sollten. | 2013 |
| Elsie Maude Tilney   | 3. Okt. 1893  | 1. Okt. 1974  | Vittel          | Elsie Maude Tilney, eine in Nordafrika, dann in Frankreich und Österreich tätige Missionarin, schmuggelte 1939 das einjährige jüdische Kleinkind Ruth Buchholz von Wien nach Frankreich und brachte es einem Kinderheim in Meudon in der Nähe von Paris unter, wo es seine Eltern nach dem Krieg in die Arme schließen konnten. Nach der Besetzung Frankreichs durch Deutschland im Jahr 1940 wurde Elsie Maude Tilney als Staatsbürgerin eines feindlichen Landes definiert und mit anderen britischen Staatsbürgern in einem Lager in Vittel interniert. Hier gelang es Tilney und zwei weiteren britischen Frauen, Sofka Skipwith und Madeleine Steinberg, jüdische Insassen des Lagers zu retten, die in die Vernichtungslager abgeschoben werden sollten. | 2013 |
| Clare Walsh          |               |               | Cadouin         | Clare Walsh (Schwester Agnés) war Nonne im Kloster St. Vincent de Paul in Cadouin in Frankreich. Zusammen mit ihrer Oberin, Schwester Granier, versteckte sie ab Dezember 1943 bis Kriegsende die fünfköpfige jüdische Familie Crémieux in ihrem Kloster. | 1990 |
| Dorothea Weber       | 14. Mai 1905  |               | Saint Helier    | Dorothea Weber versteckte ab 1943 in ihrer Wohnung in Saint Helier für achtzehn Monate die aus Österreich stammende Jüdin Hedwig Goldenberg Bercu. | 2016 |
| Stanley Wells        |               |               | Danzig          | Stanley Wells gehörte zu einer Gruppe britischer Kriegsgefangener, die 1940 in Frankreich gefangen genommen wurden, in einem Kriegsgefangenenlager nahe Danzig interniert wurden und als Zwangsarbeiter auf Bauernhöfen arbeiten mussten. Gemeinsam mit neun weiteren britischen Kriegsgefangenen rettete er das Leben des sechzehnjährigen jüdischen Mädchens Sarah Matuson, das einen Todesmarsch vom KZ Stutthof Richtung Ostseeküste überlebt hatte und fliehen konnte. Die englischen Kriegsgefangenen versteckten das völlig erschöpfte und ausgehungerte Mädchen in ihrem Lager, brachten ihr Essen und pflegten sie wieder gesund. | 1988 |